# Гълфстрийм Аероспейс
Гълфстрийм Аероспейс (на английски: Gulfstream Aerospace) е американска самолетостроителна компания със седалище в гр. Савана, щата Джорджия.
Основана през 1957 г., компанията се специализира в производството на луксозни частни, бизнес и правителствени самолети.
През 1978 г. компанията е продадена на „Американ Джет Индъстрийс“, които от своя страна през 1985 г. я продават на автомобилостроителя „Крайслер“.
През 1999 г. „Мерцедес“ продава заводите си „Крайслер“, а с тях и повечето си активи в Америка, включително и „Гълфстрийм“, която е закупена от „Дженеръл Динамикс“, в чиято собственост остава.
Към 2007 г. производството е сведено до 4 основни модела:
- G150 – малък самолет за къси пробези (6 – 8 пътника)
- G200 – малък самолет за къси и средни пробези (6 – 8 пътника)
- G350/G450 – средноголям самолет за къси и средни пробези (8 – 12 пътника)
- G500/G550 – голям частен самолет за дълги и трансатлантически пробези (15 – 24 пътника)